# Vlăsinești (gmina)
Vlăsinești – gmina w Rumunii, w okręgu Botoszany. Obejmuje miejscowości Miron Costin, Sârbi i Vlăsinești. W 2011 roku liczyła 3132 mieszkańców.